# Ascogaster marshi
Ascogaster marshi är en stekelart som beskrevs av Shaw 1983. Ascogaster marshi ingår i släktet Ascogaster och familjen bracksteklar. Inga underarter finns listade.